# Amphilius zairensis
Amphilius zairensis är en fiskart som beskrevs av Skelton, 1986. Amphilius zairensis ingår i släktet Amphilius och familjen Amphiliidae. IUCN kategoriserar arten globalt som livskraftig. Inga underarter finns listade i Catalogue of Life.